# Loewenhertz
Loewenhertz ist eine deutsche Synthiepop-Formation aus Augsburg. Sie ging 2008 aus der Vorgängerband L'image Synthetique hervor und besteht aus dem Keyboarder Andreas Scherer und dem Sänger Alexander Pfahler. Ihre Songs sind geprägt von eingängigen Melodien, modernen Electro-Pop-Klängen sowie von einem emotionalen Gesang und ähneln der Musik von Depeche Mode und Wolfsheim. Ihren Musikstil, der nach eigenen Angaben im Synthiepop und Dark Wave der 1980er und 1990er Jahre verwurzelt ist, bezeichnen sie selbst als Electro-Based-Pop.

## Geschichte

### Vorgängerband 1996–2008

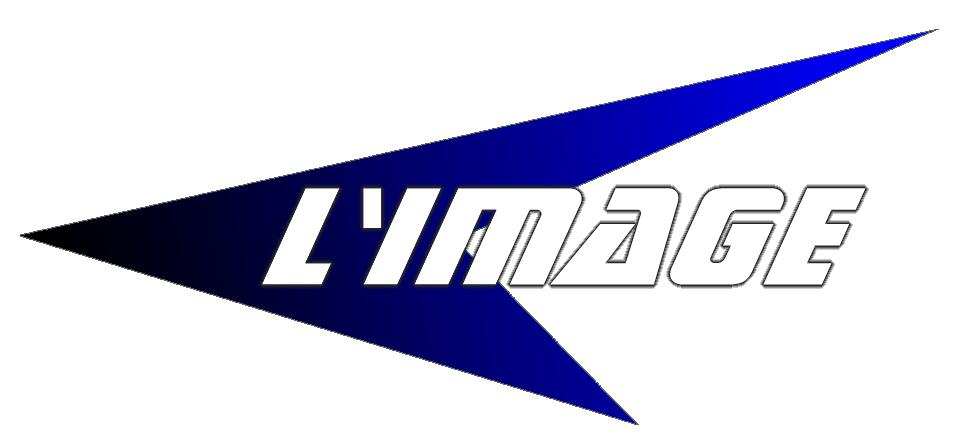
Altes Bandlogo (1996–2008)

Im Jahre 1996 gründeten Andreas Scherer und Alexander Pfahler zusammen mit Oliver Strehler die Vorgängerband L'image bzw. L'image Synthetique. Zwei Jahre später unterschrieben sie ihren ersten Plattenvertrag bei Intelligent Communications in Augsburg und veröffentlichten ihre erste EP One.
Anschließend wechselte das Trio zum damaligen Hannover Label Synthetic Product Records. Nach dem Ausscheiden von Oliver Strehler brachte die Band 2002 unter der Regie von Lorenz Macke die Split-CD Musicment (L'avantgarde / L'image) auf den Markt. In der Folge konnten einige Songs auf namhaften Samplern platziert werden. Im Frühjahr 2005 verzeichnete die Band den ersten größeren Erfolg: Zusammen mit Niels van Gogh schaffte es L’image mit der Single My Own Religion in die Deutschen Dance Charts und in die Deutsche DJ-Playlist.
Im heimischen Studio nahe Augsburg setzten sie 2006 die Produktion ihrer Songs fort. Die Demoaufnahmen fanden jedoch anfangs kaum Beachtung. Erst als die beiden Musiker 2008 den Produzenten José Alvarez-Brill kennenlernten, zeigten einige Plattenfirmen ihr Interesse. Die anschließenden Verhandlungen mit einigen Major-Labels verliefen jedoch ergebnislos. Die Band konnte allerdings einen Verlagsvertrag mit Universal aushandeln.

### Bandneugründung und Erfolge seit 2008
Da zu den englischen Songs immer mehr Titel mit deutschen Texten hinzukamen, entschieden sich die beiden Musiker 2008 für eine Neugründung der Band unter dem Namen „Loewenhertz“.
Im Jahr 2012 wurde das Independent-Label Echozone auf Loewenhertz aufmerksam und erklärte sich für eine Zusammenarbeit bereit. Nach Vertragsschluss wurde 2014 das Debüt-Album Irgendwo in Deutschland veröffentlicht. Produzent des Albums war José Alvarez-Brill. Der Absatz übertraf die Erwartungen und die erste Single-Auskopplung Der Weg erreichte die Deutschen Alternativen Charts und die German Electronic Webcharts.
Nach der Veröffentlichung einiger Singles brachte das Duo 2017 ihren zweiten Long Player Echtzeit auf den Markt. Produziert wurde das zweite Studio-Album durch Motel Music. Andreas Schmitz und Hilger Tintel von Motel Music schreiben und produzieren Songs für Harmjoy, Oomph!, Blutengel, Lacrimosa, Megaherz, Tyske Ludder, Schiller. Zusätzlich stand Ray Gorden der Band bei der Vorproduktion zur Seite.
Nach dem Erfolg des Albums Echtzeit arbeiteten die zwei weiter an neuen Songs. Dabei lernten sie Felix Heldt und Robin Felder kennen. Letzterer hatte in der Vergangenheit bereits mit DJ Tomcraft, Eniac, Tom Novy, Michelle und The Disco Boys zusammengearbeitet. Gemeinsam mit den beiden bekannten Songwritern entstanden daraufhin die ersten Single-Auskopplungen Golden und Seltsam aus dem am 18. Oktober 2019 erschienenen Album Traumfaenger (Produzent Motel Music).

## Diskografie

### Alben
- 2014: Irgendwo in Deutschland
- 2017: Echtzeit
- 2019: Traumfaenger

### Singles
- 2013: Der Weg (mit Video)
- 2015: Gemeinsame Zeiten
- 2016: Irgendwann (mit Video)
- 2017: Unsichtbar
- 2017: Wer sind wir
- 2018: Golden (mit Video)
- 2019: Seltsam
- 2019: Vierklangdimensionen
- 2019: Unter Wasser (mit Video)
- 2021: Right as Rain (mesh remix) (mit Video)